# Jude Thadaeus Ruwa’ichi
Jude Thadaeus Ruwa’ichi O.F.M. Cap. (ur. 30 stycznia 1954 w Mulo-Kilema) – tanzański duchowny katolicki, arcybiskup Dar-es-Salaam od 2019.

## Życiorys
Święcenia kapłańskie przyjął 25 listopada 1981 roku w zgromadzeniu Kapucynów. 

## Episkopat
9 lutego 1999 roku został mianowany biskupem diecezji Mbulu. Sakry biskupiej udzielił mu 16 maja 1999 roku Polycarp Pengo - arcybiskup archidiecezji Dar-es-Salaam. W dniu 15 stycznia 2005 roku został mianowany biskupem diecezji Dodoma. Urząd objął w dniu 19 lutego 2005 roku. W dniu 10 listopada 2010 roku został mianowany arcybiskupem archidiecezji Mwanza. Urząd objął w dniu 9 stycznia 2011 roku.
21 czerwca 2018 papież Franciszek mianował go arcybiskupem koadiutorem Dar-es-Salaam. Rządy w archidiecezji objął 15 sierpnia 2019, po przejściu na emeryturę poprzednika.